# The Girdle
The Girdle es una montaña en los Estados Unidos. The Girdle está ubicada en el condado de Sonoma en el estado de California, en la parte occidental del país, 4,000 km al oeste de la ciudad capital, Washington D. C.
El punto más alto es Big Mountain, 809 metros sobre el nivel del mar.
Las siguientes montañas son parte de The Girdle:
- Bald Hill
- Bear Ridge
- Big Foot Mountain
- Big Mountain
- Black Mountain
- Black Oak Ridge
- Brandt Ridge
- Britain Ridge
- Buck Knoll
- Buck Knoll Ridge
- Buck Mountain
- Buck Mountain
- Burnt Ridge
- Centennial Mountain
- Crane Peak
- Crystal Peak
- Fern Mountain
- Fleming Ridge
- Gibson Ridge
- Gualala Mountain
- Gube Mountain
- Hoover Ridge
- Johnny Woodin Ridge
- Lookout Rock
- Lyle Ridge
- Mount Tom
- Oak Mountain
- Oak Ridge
- Pardaloe Peak
- Phelps Ridge
- Rabbit Knoll
- Red Hill
- Sheep Repose Ridge
- Signal Ridge
- Snook Mountain
- Squaw Rock
- Sugarloaf
- Thompson Ridge
- Walbridge Ridge
- Walters Ridge
- Wether Ridge
- White Mountain
- Yellow Hound Ridge
- Zeni Ridge